# Локе-при-Мозирю
Локе-при-Мозирю (словен. Loke pri Mozirju) — поселення в общині Мозирє, Савинський регіон, Словенія. Висота над рівнем моря: 329,4 м.